# Wallingford Riegger
Wallingford Riegger (* 29. April 1885 in Albany, Georgia; † 2. April 1961 in New York) war ein US-amerikanischer Komponist.

## Leben
Riegger studierte 1907 in New York am Institute of Musical Art, der späteren Juilliard School, und bis 1910 in Berlin an der Hochschule für Musik bei Max Bruch. Er war danach Cellist und Dirigent an verschiedenen Opernhäusern. Von 1918 bis 1922 unterrichtete er Theorie und Cellospiel an der Drake University in Iowa. 1930 bis 1956 arbeitete er für einen Musikverlag und unterrichtete an verschiedenen Colleges von New York. Er zählte zu den American Five, einer Gruppe avantgardistischer Komponisten, der außer ihm Charles Ives, Charles Ruggles, Henry Cowell und John J. Becker zugerechnet werden. Einer seiner Kompositionsschüler war Morton Feldman.
1953 wurde er in die American Academy of Arts and Letters gewählt.
Riegger komponierte vier Sinfonien, eine Orchesterrhapsodie und weitere Orchesterstücke sowie zahlreiche kammermusikalische Werke.

## Werke (Auswahl)
- Study in Sonority, 1927
- Dichotomy, 1932
- With My Red Fires, 1936
- New Dance, 1940
- Music for Brass Choir, 1949
- Dance Rhythms, 1954